# Résidence des évêques de Béziers
La résidence d'été des évêques de Béziers est un édifice fortifié construit à Gabian au XIIIe siècle, transformé en résidence épiscopale au XVe siècle. Elle est classée monument historique.

## Historique
Cette résidence est aménagée sur la base d'un édifice fortifié datant du XIIIe siècle. La transformation en résidence épiscopale intervient au XVe siècle, de 1440 à 1451. La réalisation la plus notable de ce réaménagement est le plafond peint, orné de blasons, d'animaux fabuleux et de personnages. 
La grande salle de la résidence et son plafond peint sont classés aux monuments historiques en 1992, classement modifié en 2009. Le reste de l'édifice bénéficie de l'inscription de 1990.